# باکره (فیلم)
«باکرگی» (انگلیسی: Virgin) یک فیلم است که در سال ۲۰۰۳ منتشر شد. 
از بازیگران آن می‌توان به الیزابت ماس و رابین رایت اشاره کرد.